# مورفلدن-والدورف
شهر مورفلدن-والدورف (به آلمانی: Mörfelden-Walldorf) در ایالت هسن در کشور آلمان واقع شده‌است.

## نگارخانه

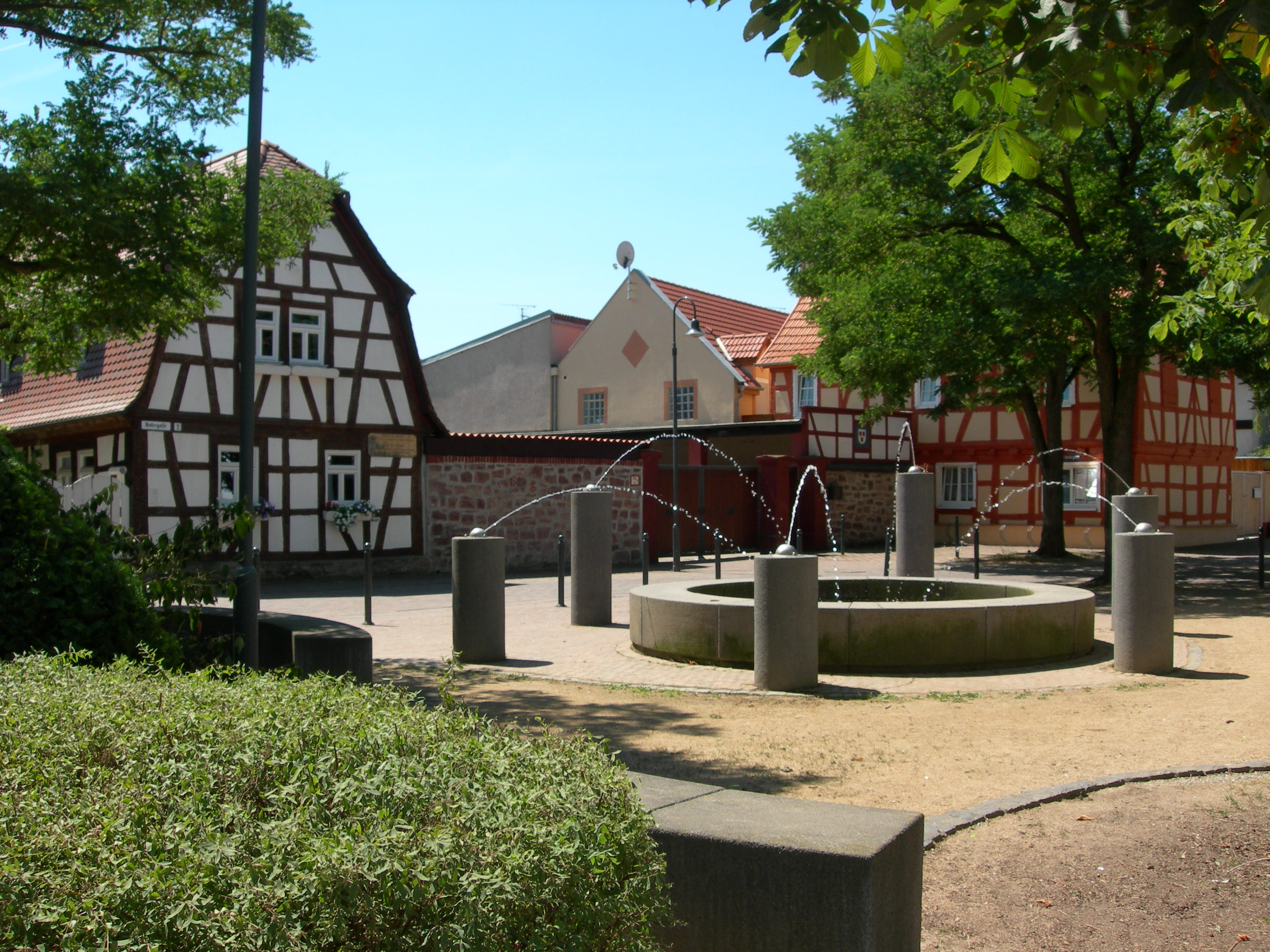
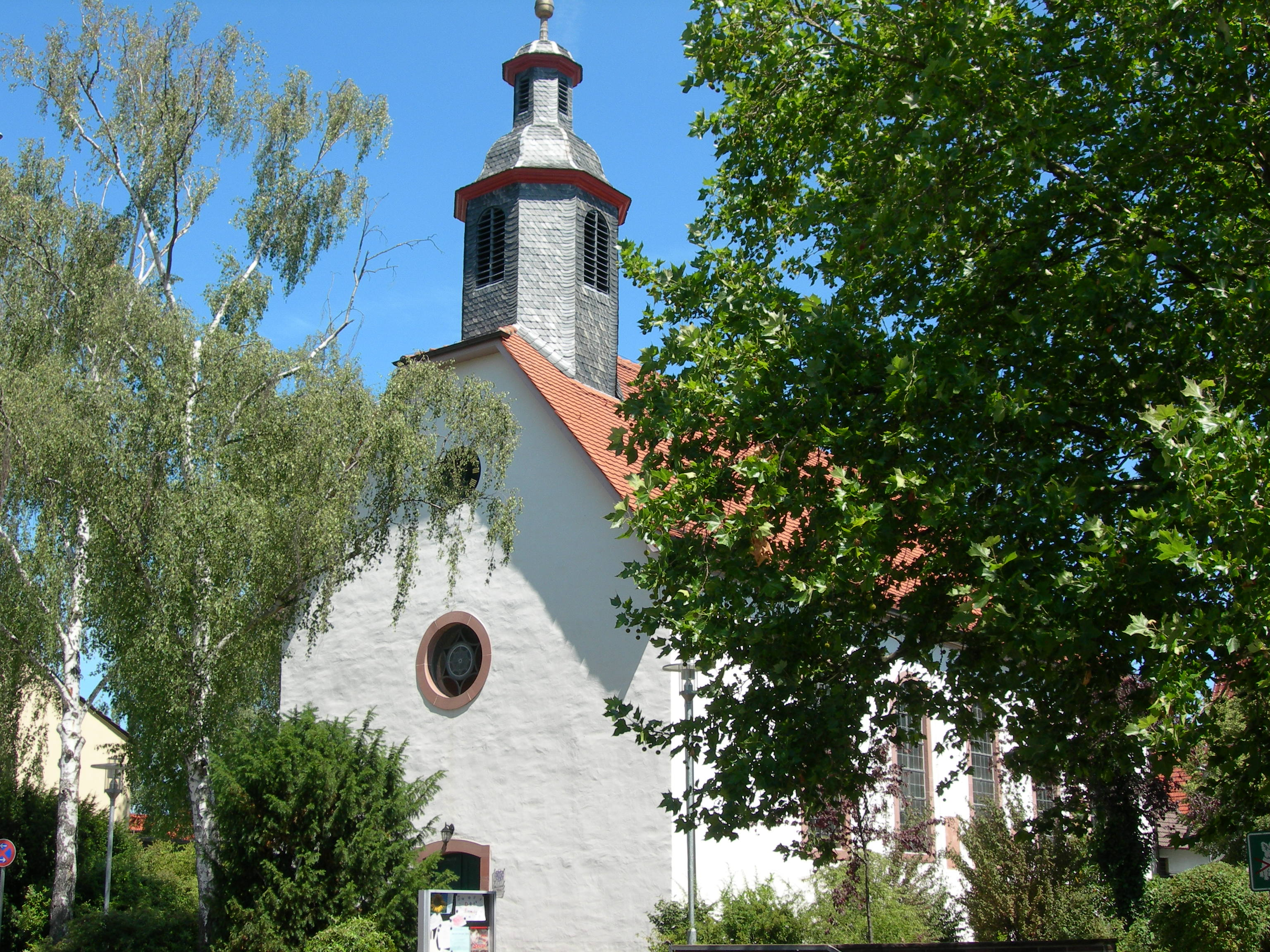
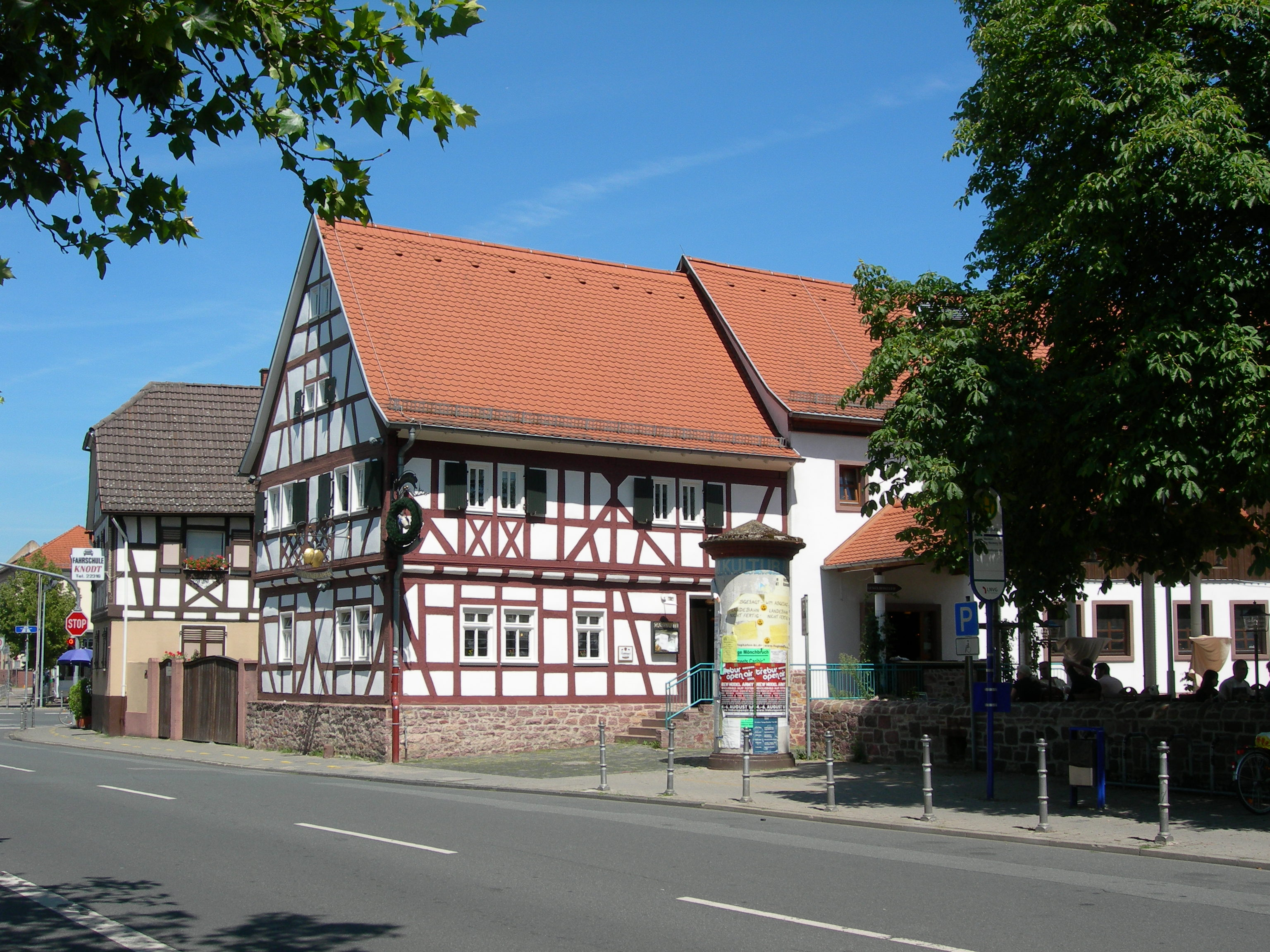